# Asplenium platyneuron
Asplenium platyneuron är en svartbräkenväxtart som först beskrevs av Carl von Linné och som fick sitt nu gällande namn av Nathaniel Lord Britton, Emerson Ellick Sterns och Justus Ferdinand Poggenburg.
Asplenium platyneuron ingår i släktet Asplenium och familjen Aspleniaceae. Utöver nominatformen finns också underarten Asplenium platyneuron bacculum-rubrum.

## Bildgalleri

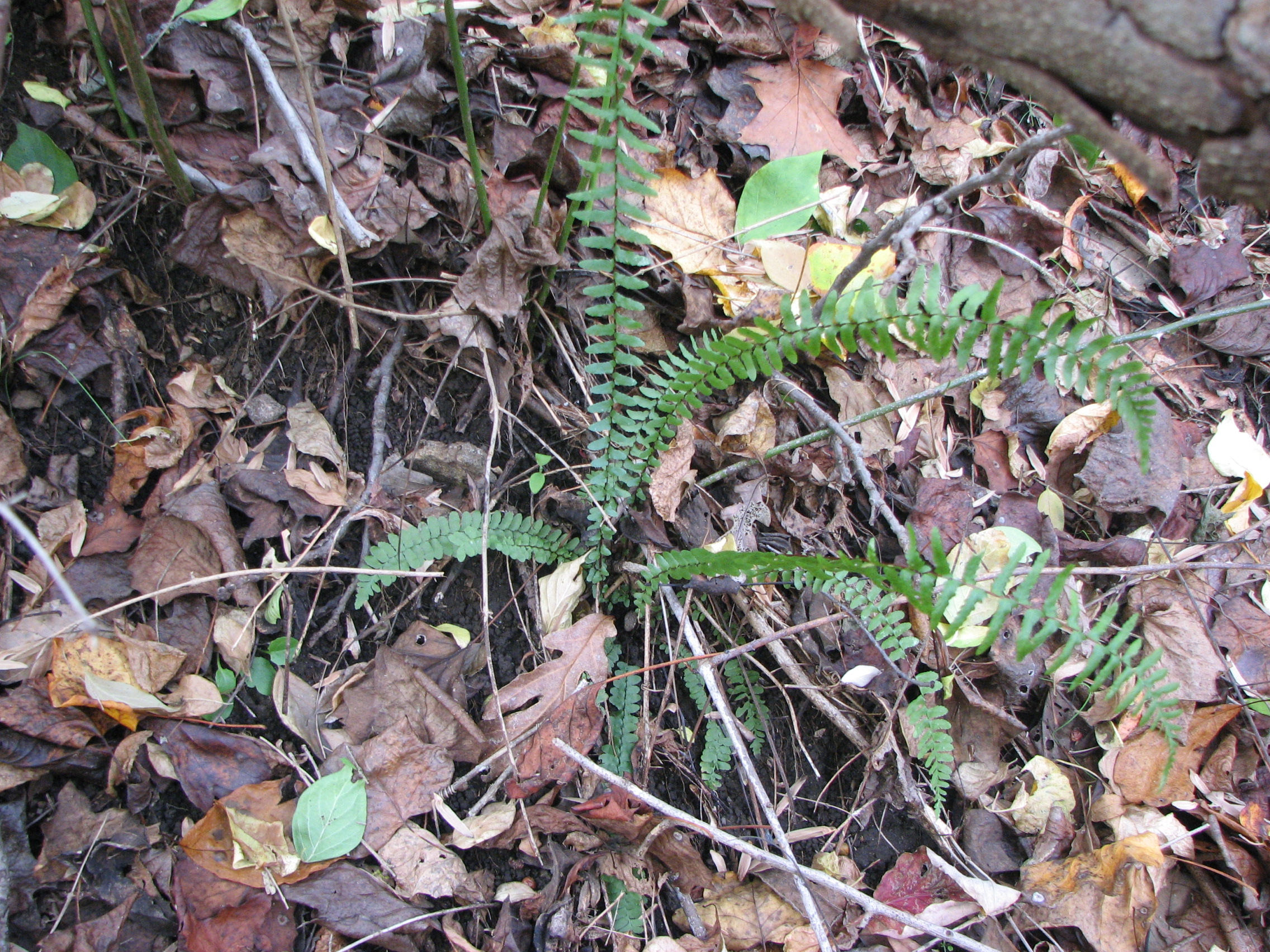